# Reynolds Peak
Der Reynolds Peak ist ein markanter Berggipfel von 785 m Höhe an der Oates-Küste des ostantarktischen Viktorialands. Im Lasarew-Gebirge ragt er rund 10 km nordwestlich des Eld Peak an der Westflanke des Matussewitsch-Gletschers auf.
In diesem Gebiet hatten zwei Offiziere der Peacock, Henry Eld (1814–1850) und William Reynolds (1815–1879), am 16. Januar 1840 im Rahmen der von Charles Wilkes geleiteten United States Exploring Expedition (1839–1842) zwei Gipfel gesichtet. Wilkes benannte den nordwestlicheren der beiden nach Reynolds. Die genaue Verortung der von Wilkes beschriebenen Gipfel gelang Phillip Law auf einer der Australian National Antarctic Research Expeditions im Jahr 1959.